# Оха
Оха (рус. Оха) град је у Русији у Сахалинској области.

## Становништво
| 1939.  | 1959.  | 1970.  | 1979.  | 1989.  | 2002.  | 2010.  |
| ------ | ------ | ------ | ------ | ------ | ------ | ------ |
| 19.601 | 27.636 | 30.980 | 32.925 | 36.104 | 27.963 | 23.008 |